# Еріх Васманн
Еріх Васманн (нім. Erich Wasmann, 29 травня 1859, Мерано − 27 лютого 1931, Валкенбюрг) — австрійський ентомолог, який спеціалізувався на мурахах і термітах, і єзуїтський священик. Він описав явище, відоме як васманнова мімікрія, і близько 1900 року став видатним католицьким популяризатором науки, заснованої на християнських віруваннях.
Його батьком був художник Фрідріх Васманн.